# مجموعه پیرگلستان
مجموعه پیرگلستان مربوط به سده‌های اولیه دوران‌های تاریخی پس از اسلام است و در شهرستان خرم‌آباد، بخش مرکزی، دهستان رباط نمکی، روستای ریمله واقع شده و این اثر در تاریخ ۲۸ اسفند ۱۳۸۵ با شمارهٔ ثبت ۱۸۸۰۱ به‌عنوان یکی از آثار ملی ایران به ثبت رسیده است.